# Campylopus trachyblepharon
Campylopus trachyblepharon är en bladmossart som beskrevs av Mitten 1869. Campylopus trachyblepharon ingår i släktet nervmossor, och familjen Dicranaceae. Inga underarter finns listade i Catalogue of Life.